# 開国橋 (山梨県)

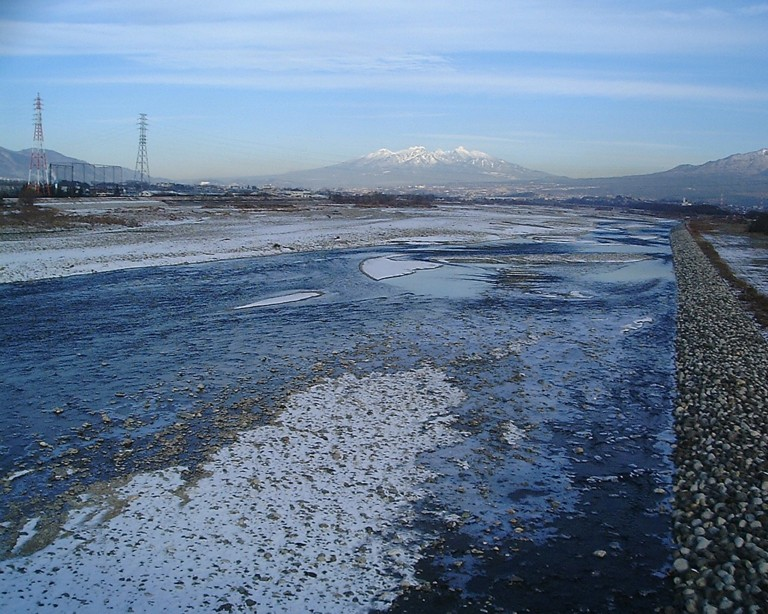
釜無川 開国橋上から八ヶ岳を望む

開国橋（かいこくばし）は、山梨県甲斐市西八幡と南アルプス市上今諏訪を結ぶ釜無川（富士川）に架かる橋である。

## 概要
現橋は全長492m、幅員23.3mの単純合成桁橋である。車道は片面2車線の計4車線（幅3.25m×4）で、両端には自転車歩行者道（幅3.5m×2）が備え付けられている。橋台は逆T式橋台であるが、工期が大幅に異なることから上下線で別々になっている。県都・甲府市と鉄道不毛地帯であるベッドタウン・南アルプス市を結んでいるほか、甲府市から中部横断自動車道白根ICへの重要なバイパス道路である。また、東京方面から国道52号を使って県西南部へ向かう場合中央自動車道双葉JCTを経由するより距離が短いことから甲府昭和ICで一度降りて白根ICへ向かう車も多い。
橋の両端は交差点となっており、東側は「開国橋東詰交差点」、西側は「開国橋西交差点」の名前がついている。開国橋東詰交差点はバイパス道路として2005年（平成17年）に全線開通したアルプス通りと山梨県道5号甲府南アルプス線の旧道である通称「バス通り」が合流し、かつ甲斐市と中央市を結ぶ山梨県道116号臼井阿原竜王線が並行して交差していることから五叉路となっている。また開国橋西交差点も白根ICや南アルプス市北部へ向かう山梨県道39号今諏訪北村線と南アルプス市南部と富士川町へ向かう山梨県道5号線が分岐しており、さらに韮崎市方面と新山梨環状道路若草ランプ方面を結ぶ山梨県道118号南アルプス甲斐線が並行して交差している。このように双方ともと五叉路に挟まれていることから交通量が多く、特に朝と夕方は非常に混雑する。一方、東進する片側2車線のうち左側1車線は直進、左折、斜め左折の混合レーンとなっており、朝ラッシュ時間帯において南アルプス市方面から甲府市方面へ向かう場合開国橋東詰交差点を中心とした渋滞の原因となっている。そのため耐震工事と合わせ開国橋東詰交差点に左折専用のレーンを1車線追加する計画がある。

## 歴史
このルートは江戸時代に徳島堰をはじめ、甲斐国西部を開拓させた甲府城代・戸田周防守の命で整備したことから「戸田街道」と呼ばれており、甲府城城下町より小笠原地域（現在の南アルプス市）を経て信州や駿河へ通じる重要な街道上にあった。しかし途中には日本三大急流と呼ばれる富士川があり、大雨による増水によりひとたび河川は氾濫していたため架橋は困難であり、明治時代初頭まで渡船料が高額であったにもかかわらず渡し船での渡河を余儀なくされていた。明治中期になり、小笠原地域北部にあたる在家塚（現：白根IC付近）出身で、甲州財閥の1人でもあった若尾逸平の寄付などによって1899年（明治32年）に「堺国橋」として木橋が架けられた。この時は有料橋で、通行する時は「橋銭」として1銭を徴収し、橋の修繕費に充てられたとされている。
1909年（明治42年）に新しい木橋に架け替えられ、この時若尾逸平が「我が峡の進運を敏速ならしむる」、つまり釜無以西の西郡地域の発展を願った願意を込めて堺国橋から「開国橋」に改名された。1918年（大正7年）に二度目の架け替え、さらに1924年（大正13年）にコンクリートを使用した修繕が行われ、この時不要となった木材は下流にある鏡中条村に売却され、鏡中条橋の建設に使用したとされる。1930年（昭和5年）5月1日に山梨交通電車線の貢川駅と甲斐大井駅間が開通し、同時に当橋の下流側に全長459.6mの鉄道橋が架橋された。鉄道橋は開国橋と隣り合わせで架けられたが、「釜無川橋梁」として開国橋と別の橋とされている。一方、開国橋はこれまで木橋で架けられていたが、耐久性などの問題から頻繁に架け替えや補強が行われていたこと、また自動車の往来も増えたことから昭和になって間もなく永久橋として架け替えられることになり、1933年（昭和8年）に橋長497．37m、幅員6.0mの鉄筋コンクリート構造の桁橋が完成した。
1962年（昭和37年）に山梨交通電車線が廃止され、鉄道橋は歩道橋に転用されることになり1968年（昭和43年）に幅員3.0mの歩道橋が完成、歩道橋は開国橋に組み込まれ、道路部と合わせ幅員は9.0mとなった。しかし1980年代になると交通量が増えただけでなく、14トンの重量制限を大幅に超える大型車の往来により道路部の老朽化が進んだこと、さらにこの時混雑緩和を目的に山梨県道5号線および山梨県道39号線の拡幅・合計4車線化工事が開始（その後「アルプス通り」となる区間）され、開国橋もこのルート上に組み込まれ最終的に4車線化が決定したため、1981年（昭和56年）より架け替え工事に着手された。架け替え中の1985年（昭和60年）に台風6号の影響で既存の橋が損傷し、通行止めになる事態が発生した。既に新しい橋の工事が進んでおり、既存の橋は廃棄され新しい橋の供用を早めることも考えられたが、回り道である上流の信玄橋および下流の鏡中条橋、浅原橋が大渋滞を引き起こし早急な開通が求められたことから既存の橋を修復することになり、1ヶ月後に修復が完了し通行止めは解除された。
新橋はまず1986年（昭和61年）に開催されるかいじ国体に間に合うよう下流側から工事が進められ、同年5月24日に南側の第一期工事が竣工し、暫定2車線として新橋の供用が開始された。引き続き上流側の工事が行われ、1991年（平成3年）11月19日に竣工、上流側を甲府方面用の片側2車線とし、すでに供用されていた下流側が南アルプス側の暫定2車線も片側2車線に切り替えられ供用が開始された。なお、63年にわたり使われていた旧橋は鉄道橋であった歩道橋を含め第一期工事完成後に解体されているが、親柱のみ在家塚の隆厳院の境内に移され現存している。

## 周辺
開国橋東詰交差点南側に山梨県警察学校と山梨県立農林高等学校がある。この場所は第二次世界大戦前は甲府競馬場として年数回地方競馬が開催されていたが、1936年（昭和11年）に大日本帝国陸軍の「玉幡飛行場」（たまはたひこうじょう）が設置され、その後競馬場の施設は取り壊された。戦後、甲府空襲により校舎が焼け出された山梨県立農林学校が飛行場跡地に建設され、学制改革による校名変更を経て現在に至る。高度経済成長を経て農林高等学校の南側に釜無工業団地が、さらにその南には甲府リバーサイドタウンが造成されている。甲府リバーサイドタウンのあたりは以前「臼井沼」（うすいぬま）という沼地であったが、地方病の原因となったミヤイリガイの生息地であったため埋め立てられ、現在では沼地であったことを知る手掛かりはごくわずかである。釜無工業団地や甲府リバーサイドタウンへは鏡中条橋のほうが近いが幅が4.0mと狭く対面通行も困難であるため、幅が2mを超える中型自動車や大型自動車は鏡中条橋を避け開国橋または釜無川大橋を利用する。
開国橋東詰交差点北側は釜無川スポーツ公園が信玄橋方面へ向けて細長く伸びている。多目的グラウンド、テニスコート、ターゲット・バードゴルフがあり、甲斐市民の憩いの場となっている。
開国橋西交差点にある上今諏訪地区はアルプス道路沿いに店舗や住宅が並んでいるが、それ以外は桃畑やサクランボ畑が広がっている。北側に山梨県立白根高等学校が、さらにその北側の下高砂地区には山梨県総合交通センターがある。総合交通センターは以前山梨県道20号甲斐早川線の野牛島地域にあり、信玄橋経由で向かったほうが便利であったが、2006年（平成18年）に開国橋と信玄橋のほぼ中間にある現在地に移転され、甲府駅や甲府バイパス、甲府昭和ICから向かう場合は開国橋を経由したほうが便利である。
なお、三郡西橋から開国橋まで釜無川の西側に沿って釜無川サイクリングロードが伸びているが、開国橋を境に東側のほうになる。その後信玄橋で再び西側になり、国道52号甲西道路が通っている双田橋まで伸びている。